# Mietholz
Das Gebiet Mietholz ist ein mit Verordnung vom 12. Februar 2002 durch die Körperschaftsforstdirektion Tübingen ausgewiesener Bannwald (Schutzgebiet-Nummer 100580) bei Sindelfingen im Landkreis Böblingen in Baden-Württemberg.

## Lage
Das Schutzgebiet im Staatswald Leonberg liegt nordöstlich von Sindelfingen. Es umfasst die Abteilungen 1–4 des Distriktes I „Mietholz“.
Der Bannwald liegt im Landschaftsschutzgebiet Glemswald. Der südöstliche Teil des Schutzgebiets liegt im FFH-Gebiet Glemswald und Stuttgarter Bucht. Das Mietholz ist durch die Autobahn A8/A81 vom übrigen Gebiet des Sindelfinger Walds abgetrennt. Eine Grünbrücke ist für diesen achtspurigen Bereich in Diskussion. Das Mietholz befindet sich nahe der Wasserscheide zwischen Glems und der Schwippe. Das Schutzgebiet entwässert in Richtung Nordosten in die Glems, während die weit überwiegenden Teile des Sindelfinger Walds in die Schwippe entwässern, es gibt dort jedoch nur temporäre Gewässer. Die Standortschießanlage Im Bernet der Bundeswehr ragt hinein in das Schutzgebiet.

## Vegetation
Im Schonwald kommen laut Waldbiotopkartierung die folgenden Pflanzen vor:
Berg-Ahorn, Buschwindröschen, Hänge-Birke, Berg-Segge, Wald-Segge, Knäuelgräser, Drahtschmiele, Rotbuche, Weißliche Hainsimse, Pfeifengräser, Gemeine Fichte, Waldkiefer, Gewöhnliche Douglasie, Traubeneiche, Stieleiche, Vogelbeere, Heidelbeere, Wald-Veilchen.

## Schutzzweck
Der Schutzzweck des Bannwalds ist gemäß Schutzgebietsverordnung
- die unbeeinflusste Entwicklung eines Buchen-(Eichen)-Waldökosystems mit seinen Tier- und Pflanzenarten zu sichern sowie die wissenschaftliche Beobachtung der Entwicklung zu gewährleisten. Von besonderem Interesse ist die Beobachtung der Sukzessionsentwicklung in den stark durch Windwurf geschädigten Beständen. Dies beinhaltet den Schutz der Lebensräume und -gemeinschaften, die sich im Gebiet befinden, sich im Verlauf der eigendynamischen Entwicklung des Waldbestandes innerhalb des Schutzgebietes ändern oder durch eigendynamische Entwicklung entstehen.

## Eigenheiten

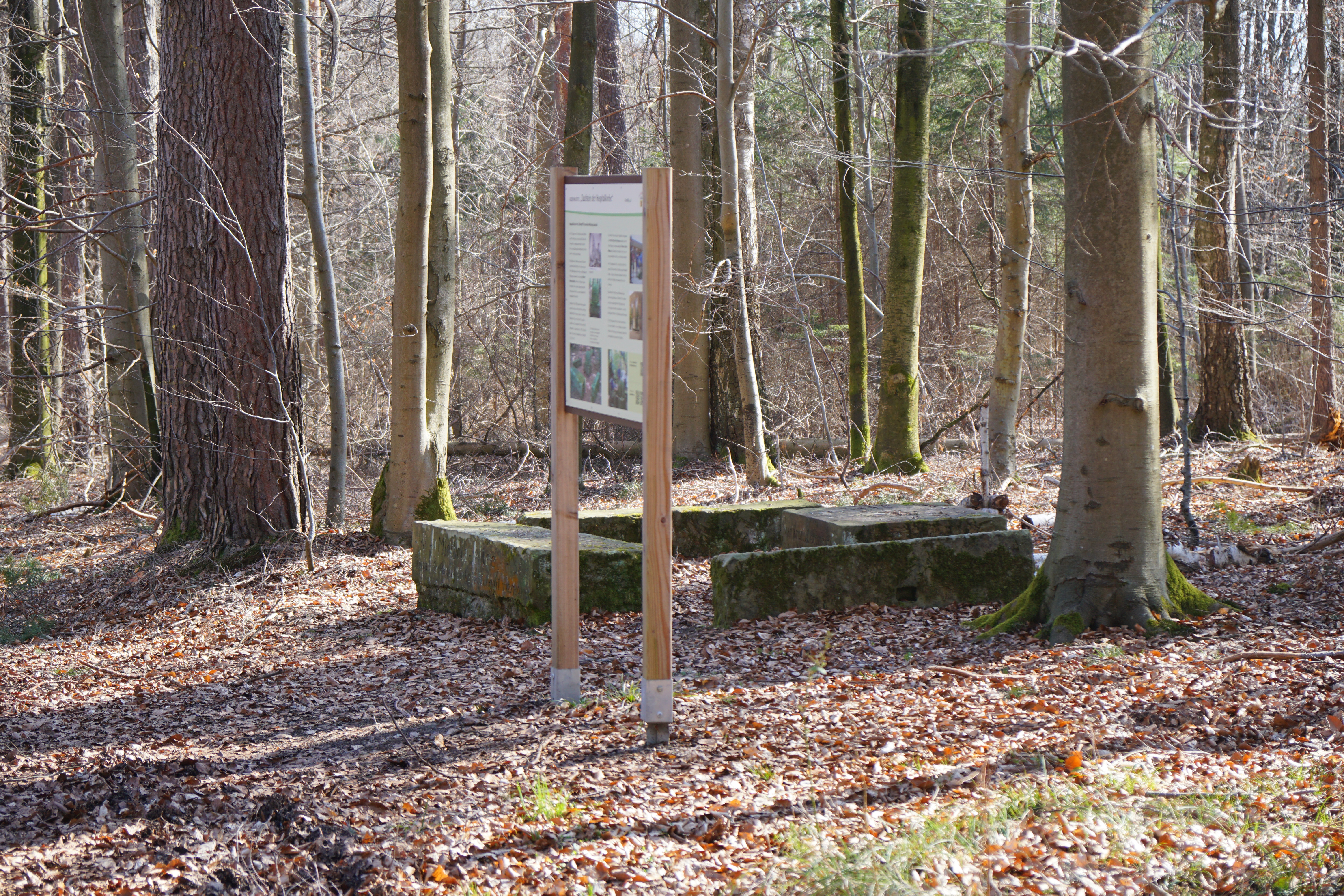
Gedenkstätte Taufstein der Hospitalkirche

Im Schutzgebiet befindet sich ein Denkmal. Es wurde errichtet für den Taufstein der Hospitalkirche Stuttgart, der zusammen mit Schutt aus den Bombenangriffen auf Stuttgart an diese Stelle in den Wald gebracht wurde. Der Taufstein wurde Jahrzehnte später wieder zur Hospitalkirche zurückgebracht, das Podest mit der Inschrift sic transit gloria mundi und eine Informationstafel verblieb im Wald.
Tief versteckt und abseits von markierten Wegen befindet sich das Naturdenkmal ID 81150450043 Dicke Eiche im Mietholz, eine mächtige Eiche, die sich seit Menschengedenken dort im Wald befindet.

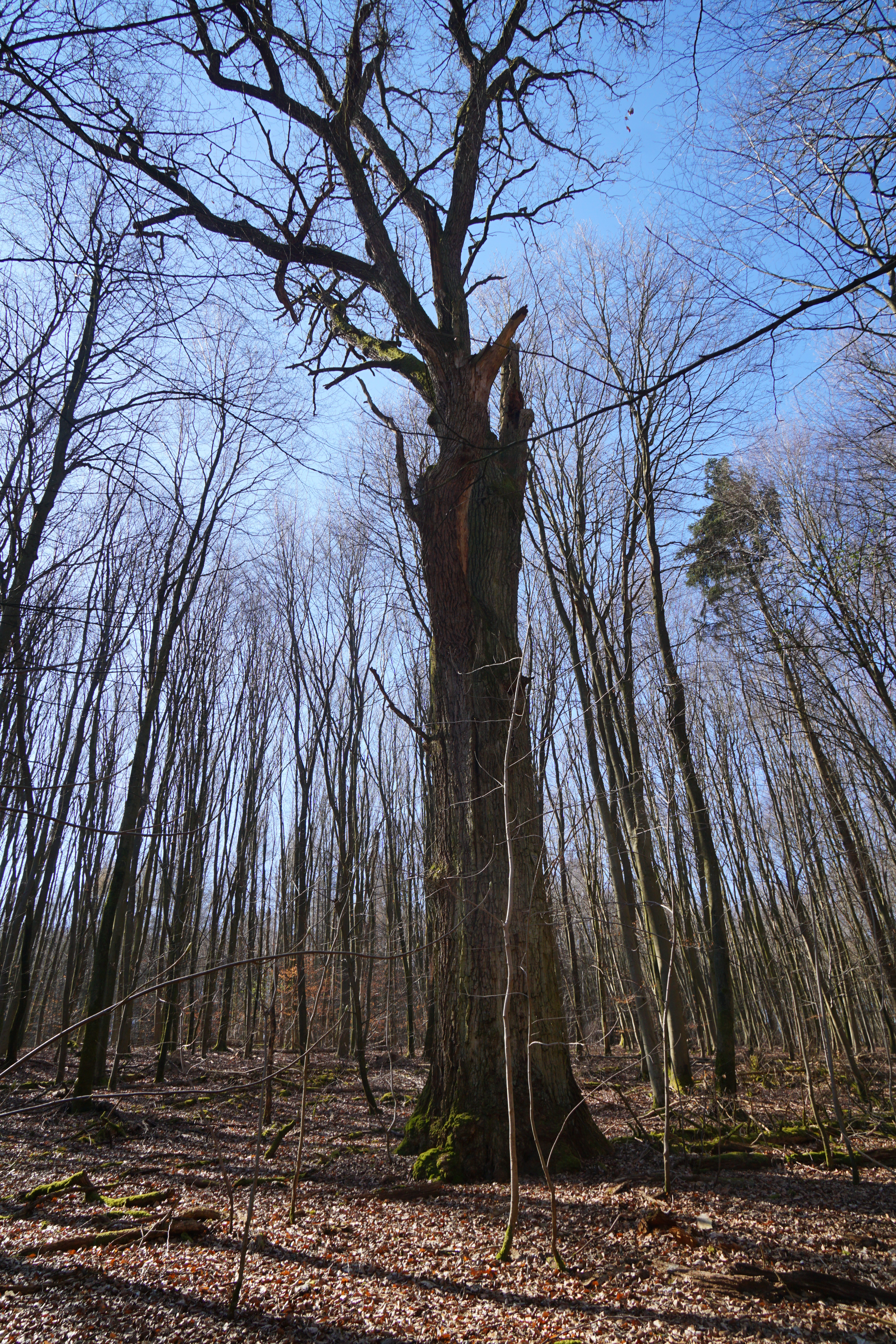
Dicke Eiche im Mietholz

## Betreuung
Wissenschaftlich betreut wird der Bannwald durch die Forstliche Versuchs- und Forschungsanstalt Baden-Württemberg (BVA).